# King Sound
Der King Sound ist ein großer Golf im nördlichen Western Australia.
Er erstreckt sich von der Mündung des Fitzroy River und bis zum Indischen Ozean. Dabei erreicht er eine Länge von 120 km und ist durchschnittlich etwa 50 km breit.

## Geschichte
Der erste Europäer, der den Golf entdeckte, war William Dampier, der auf der HMS Cynet im Jahr 1688 dorthin kam.
Philip Parker King erforschte die Küstenlinie im Jahr 1818 und nannte das Gebiet Cygnet Bay. Später wurde das Gebiet von John Stokes und John Clements Wickham auf der Beagle  1838 angefahren. Der King Sound wurde schließlich nach seinem Entdecker Philip Parker King benannt.

## Geografie
Die Hafenstadt Derby liegt nahe an der Mündung des Fitzroy River an der östlichen Seite des Kings Sounds. Der King Sound hat den höchsten Tidenhub in Australien und gehört damit mit einer Höhe von 11,8 Metern bei Derby zu den höchsten Tidenhuben der Erde.
Neben dem Fitzroy River entwässern der Lennard River, Meda River, Robinson River und May River in den Golf. Der King Sound ist umgeben von dem Buccaneer-Archipel im Osten und vom Cape Leveque im Westen.
Die traditionellen Eigentümer und früheren Bewohner dieses Gebiet sind die Aborigines der Bunuba.

## Tourismus
Nahe bei Derby gibt es Sandstrände am King Sound wie den Quondong Beach, Cable Beach und Riddell Beach. Der King Sound kann über den Derby Highway erreicht werden.
Im Sound kann nach Riffen getaucht oder Fischsport betrieben werden, Wasserski gefahren, Wracktauchen oder an Stränden und Buchten allen möglichen Freizeitaktivitäten nachgegangen werden.